# John Lloyd Young

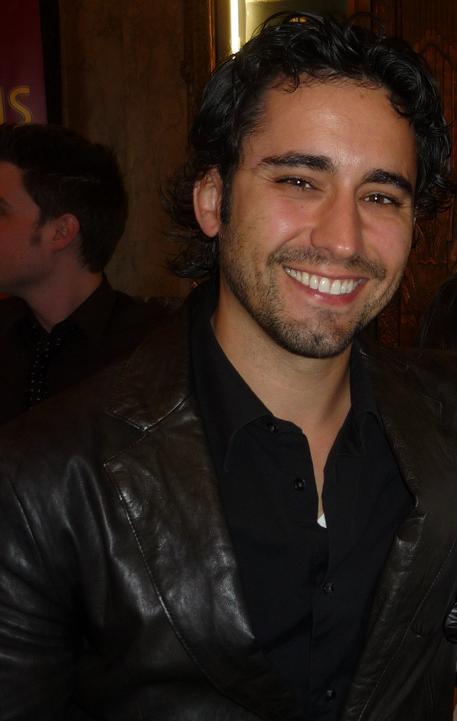
John Lloyd Young (2010)

John Lloyd Mills Young (* 4. Juli 1975 in Sacramento, Kalifornien) ist ein US-amerikanischer Schauspieler und Sänger.

## Leben
John Lloyd Young wurde als Sohn von Rosemarie Joan (geborene Cianciola) und Karl Bruce Young, einem Strategic Air Command Tanker-Staffelkapitän, geboren. Sein Vater hat englische, walisische und deutsche Vorfahren, seine Mutter ist von italienischer Abstammung.

### Karriere
John Lloyd Young wurde für seine Darstellung des legendären Leadsängers der Four Seasons, Frankie Valli, in dem Jukebox-Musical Jersey Boys bekannt, für die er 2006 einen Tony Award als bester Hauptdarsteller in einem Musical bekam. Neben weiteren Preisen gewann er einen Grammy Award für das beste Show-Album. In dem gleichnamigen biografischen Filmdrama von Clint Eastwood aus dem Jahr 2014 spielt er neben Erich Bergen ebenfalls die Rolle des Frankie Valli.

## Filmografie
- 2002: Law & Order (Fernsehserie; eine Episode)
- 2004: Sangam (Kurzfilm)
- 2009: Oy Vey! My Son Is Gay!!
- 2009: Glee (Fernsehserie; eine Episode)
- 2010: The Word Is Love (Kurzfilm)
- 2013: Vegas (Fernsehserie; eine Episode)
- 2014: Jersey Boys

## Auszeichnungen
Tony Award
- 2006: Bester Hauptdarsteller in einem Musical für Jersey Boys

Drama Desk Award
- 2006: Bester Hauptdarsteller in einem Musical für Jersey Boys

Outer Critics Circle Awards
- 2006: Bester Hauptdarsteller in einem Musical für Jersey Boys

Theatre World Award
- 2006: Outstanding Broadway Debut für Jersey Boys

Grammy Awards
- 2006: Best Show Album für Jersey Boys

Drama League Award
- 2006: Performer of the Year für Jersey Boys (Nominiert)